# Kilometerpalen langs de Vliet

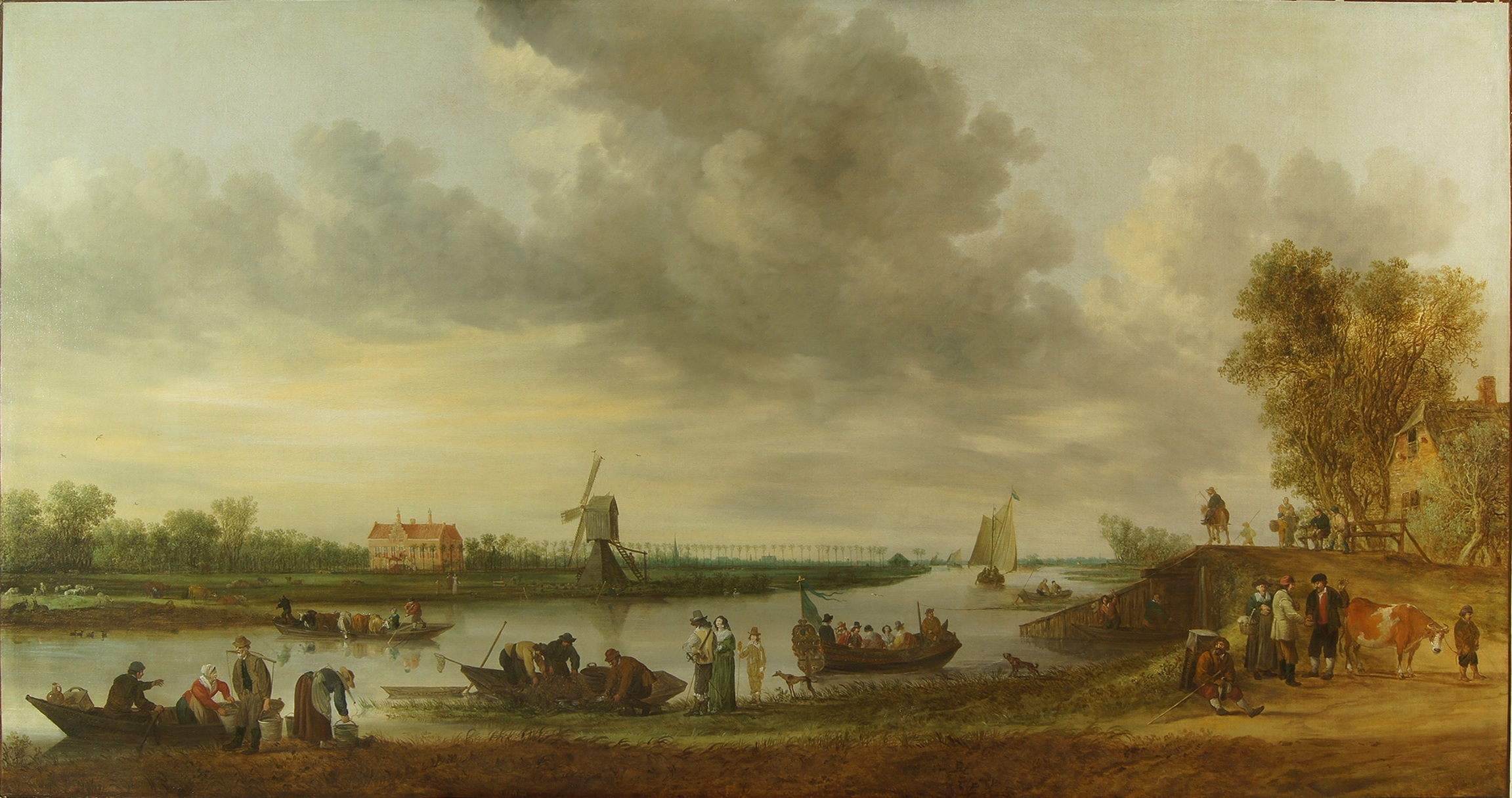
Trekschuit op de Vliet nabij Leiden in 1642

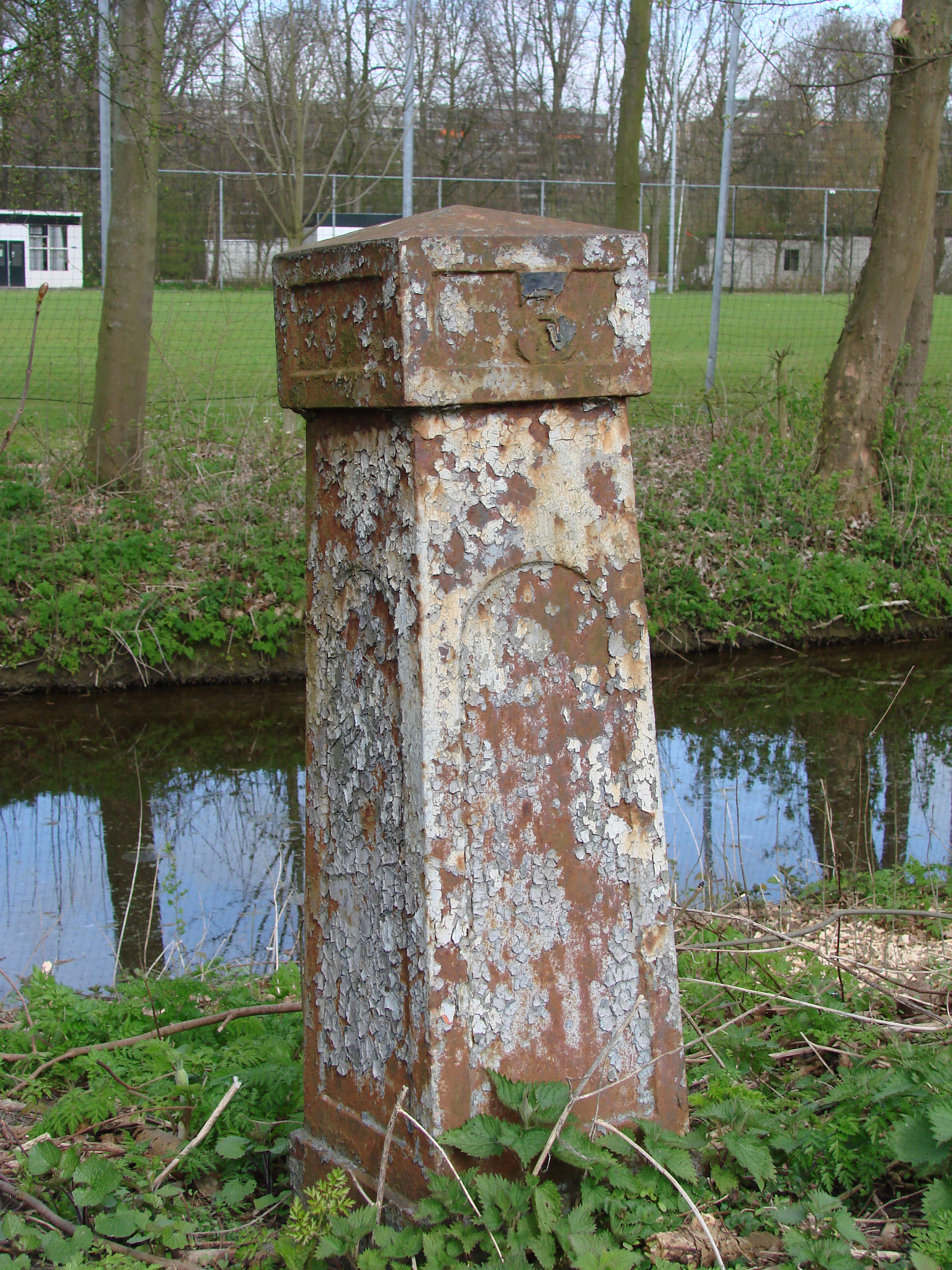
De historische gietijzeren kilometerpaal 3 langs de Vliet

Langs het Nederlandse kanaal de Vliet zijn in 1893 gietijzeren kilometerpalen geplaatst met daartussen basaltstenen hectometerblokken. Van de oorspronkelijke 24 kilometerpalen zijn er nog 11 over.

## Geschiedenis
De steden Leiden en Delft waren de initiatiefnemers voor de aanleg in 1638 van het trekpad langs de Vliet. Nadat zij eeuwenlang hadden zorg gedragen voor het onderhoud vonden zij in 1887 de Provincie Zuid-Holland bereid deze verantwoordelijkheid van hen over te nemen. De provincie maakte een plan voor de aanpassing van de Trekvliet tot het huidige Rijn-Schiekanaal. Naast baggerwerkzaamheden en de aanleg van nieuwe kunstwerken werd ook overgegaan tot de plaatsing van kilometer- en hectometerpalen.

## Ontwerp
De kilometerpalen worden in het bestek aangeduid als van het langs Rijkswegen bestaande model, maar zulke gietijzeren palen komen alleen voor in Zuid-Holland. De kilometerpalen zijn in totaal 1,80 meter lang, 20 cm dik, aan de onderzijde voorzien van een vastgegoten plaat, en voor ongeveer een meter ingegraven. Elke kilometerpaal is voorzien van een ingegoten kilometeraanduiding. De originele kleur van de palen is grijs met zwarte cijfers. Fabrikant is waarschijnlijk de ijzergieterij De Prins van Oranje, aangezien hetzelfde model voorkomt in de fabriekscatalogus van 1870.
De basaltstenen hectometerblokken zijn bescheidener van formaat, en waren oorspronkelijk voorzien van een witgeverfde kop.
Identieke kilometerpalen zijn ook nog elders in Zuid-Holland aanwezig, maar een complete inventarisatie ontbreekt
- Leidse Straatweg in Den Haag (veertien exemplaren)[2]
- 's Gravenweg in Capelle a/d IJssel (een exemplaar)
- Oudheidkamer Nieuwerkerk a/d IJssel (een exemplaar met nummer 35)[3][4]
- Hoeksche Waard tussen Strijensas en Goidschalxoord (ruim veertig kilo- en hectometerpalen)[5]

- Weg van Loosduinen naar Naaldwijk (twee exemplaren)[6][7]

## Doel

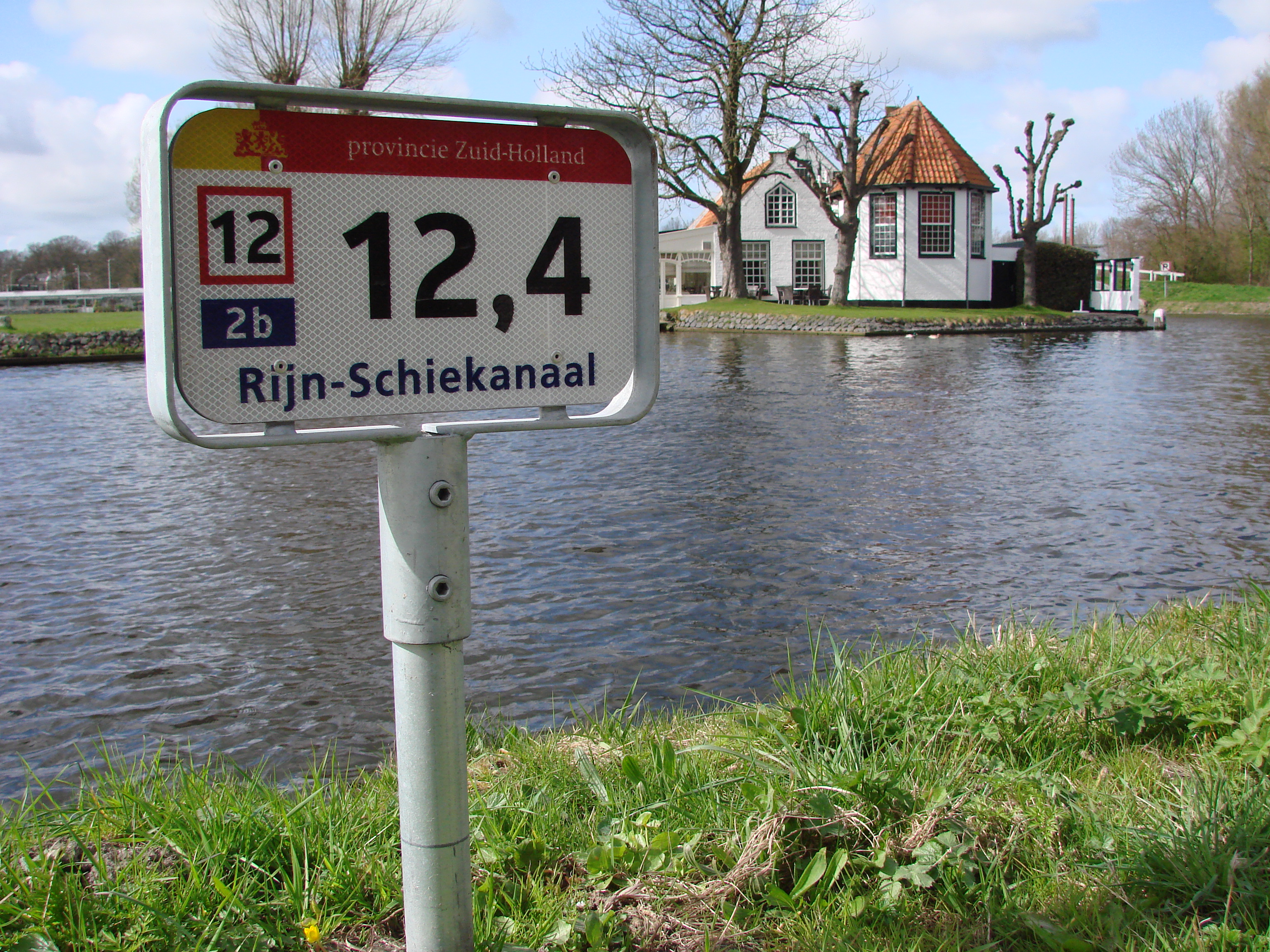
Het moderne hectometerbordje 12,4

De kilometer- en hectometerpalen hebben oorspronkelijk tot doel het planmatig onderhoud efficiënter te organiseren. Door te verwijzen naar de palen kon men eenduidig aangegeven waar welk onderhoud moest gebeuren. Tegenwoordig worden zulke aanduidingen ook wel gebruikt om hulpdiensten snel naar de goede plaats te sturen of om filemeldingen te preciseren.

## Huidige situatie
Van de oorspronkelijke 24 kilometerpalen zijn er nog 11 over (in tegenstelling tot wat eerder werd aangenomen zijn in Rijswijk niet slecht één, maar nog alle drie de palen behouden gebleven). De andere zijn waarschijnlijk verdwenen bij wegverbredingen en andere werkzaamheden. De resterende palen verkeren in zeer slechte conditie, dat komt doordat zij (nog) geen beschermde status hebben, en omdat de provincie geen onderhoud aan de palen verricht. Integendeel, de provincie heeft langs het kanaal moderne hectometerborden geplaatst, zoals die ook staan langs provinciale- en rijkswegen. De historische gietijzeren kilometerpalen hebben daarmee hun oorspronkelijke functie verloren. 
In het bestemmingsplan Landelijk Gebied van de gemeente Leidschendam-Voorburg staat wel een opmerking over de palen: Langs en op de Vliet resten nog verschillende objecten en (landschaps)structuren die verwijzen naar het historische gebruik van de vaart en het aangrenzende gebied zoals: bruggen, sluizen, opvaarten, kilometerpalen, sloten, boerderijen, landhuizen, industrie etc. Daarnaast heeft de ontwikkeling van de Vliet en de aangrenzende gronden tot dusver een gevarieerd cultuurlandschap achtergelaten die uniek is voor dit gebied. Bij nieuwbouwplannen moeten deze waarden in acht worden genomen om het unieke karakter van dit gebied te kunnen waarborgen.

## Afbeeldingen

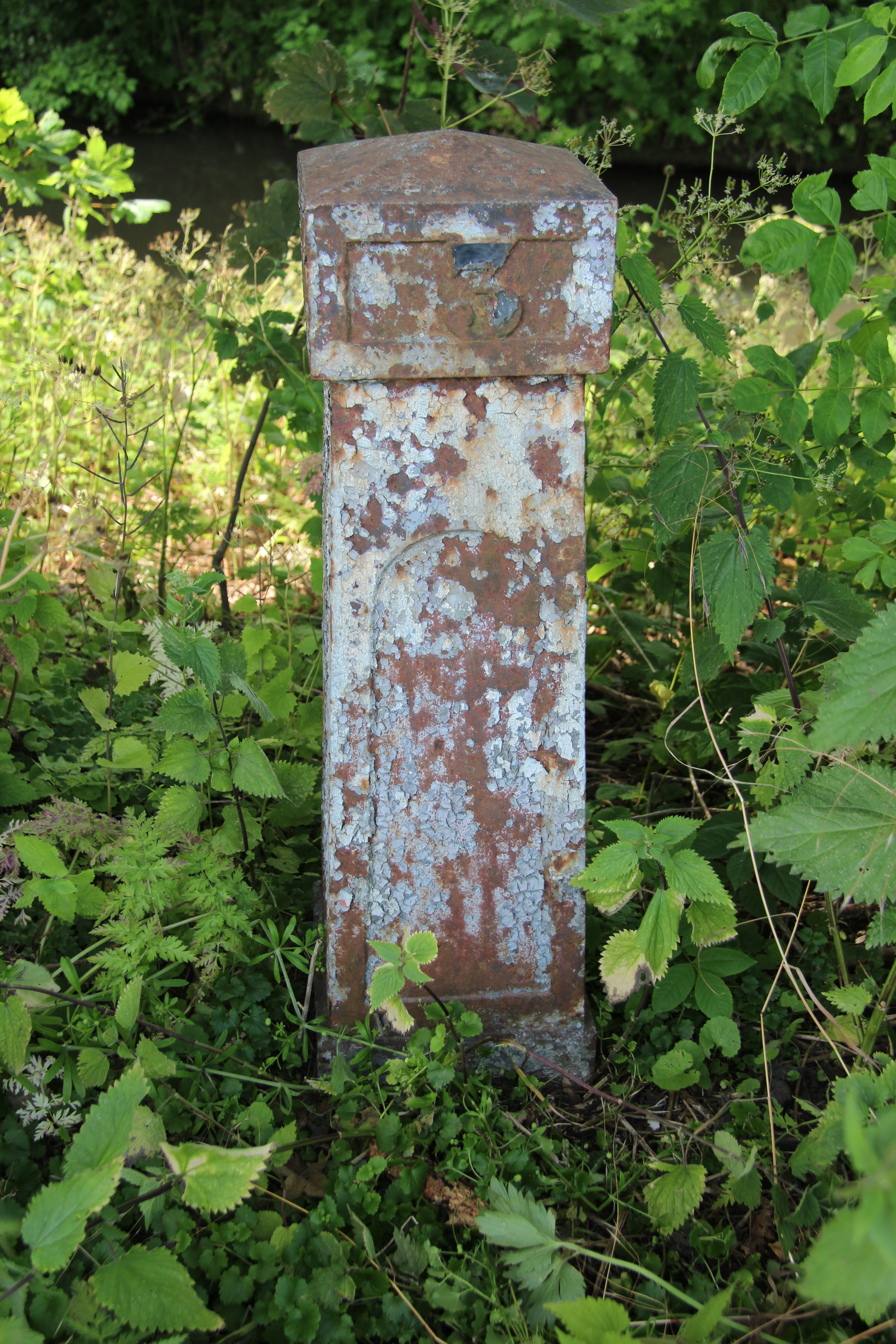
Paaltje 3
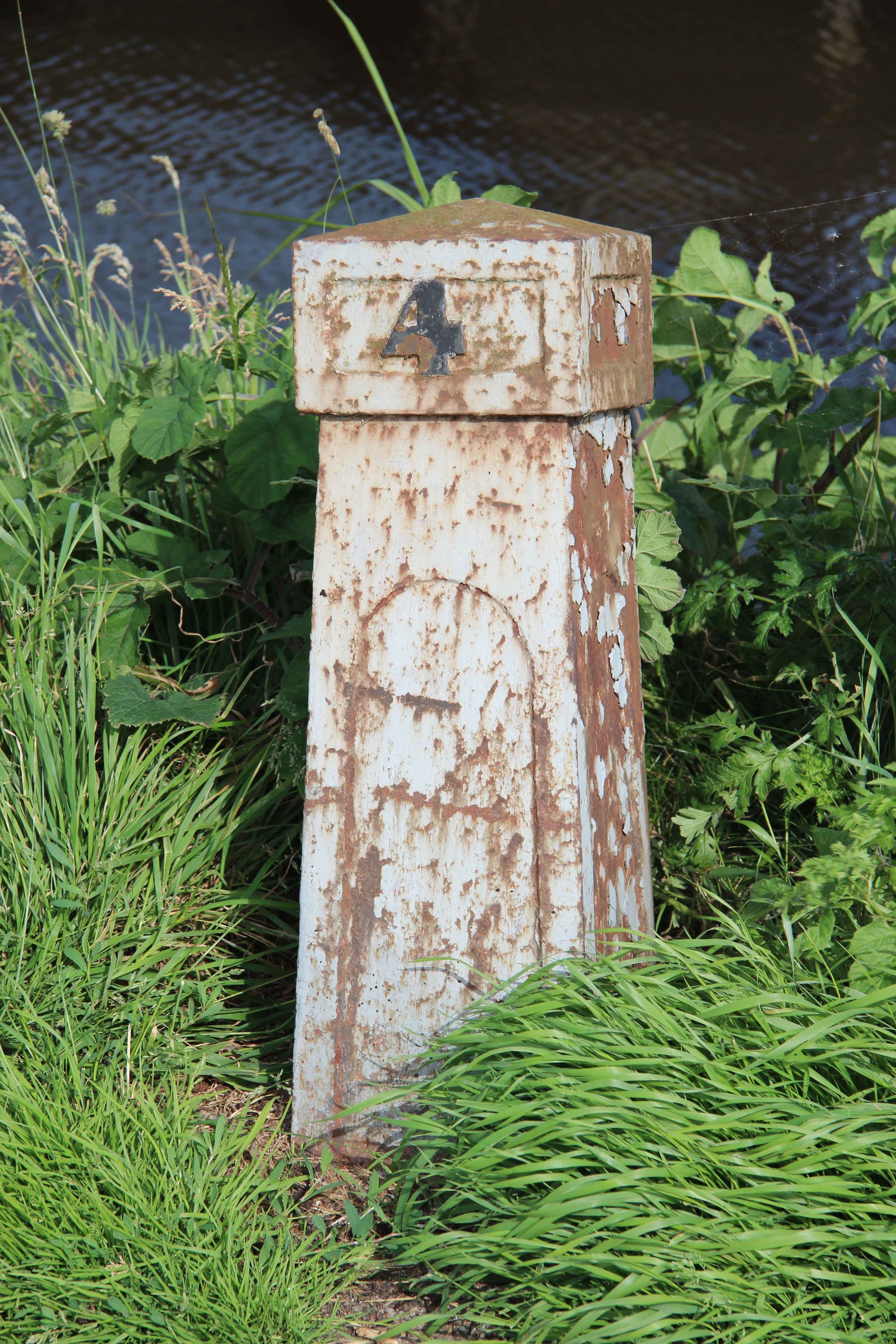
Paaltje 4
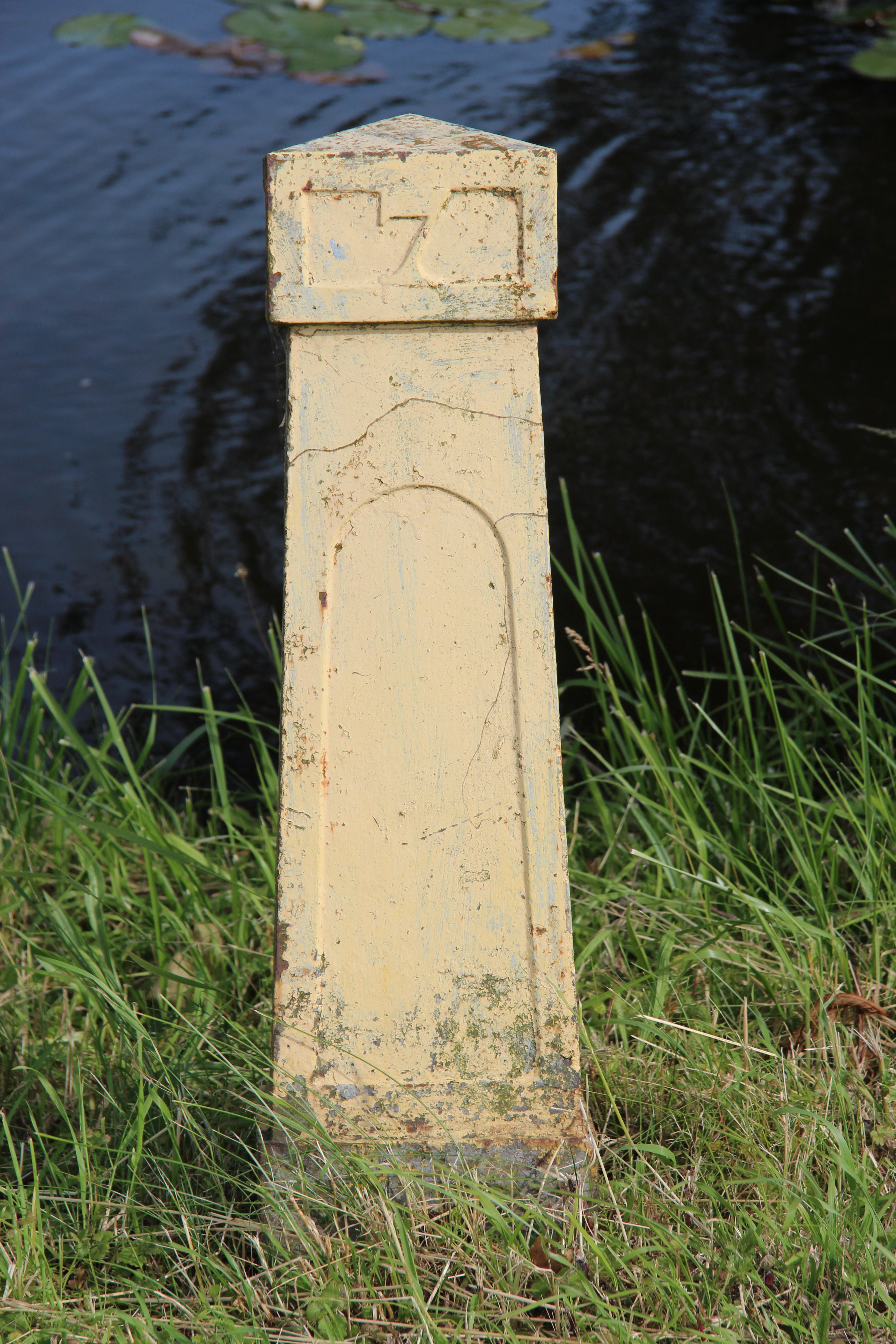
Paaltje 7
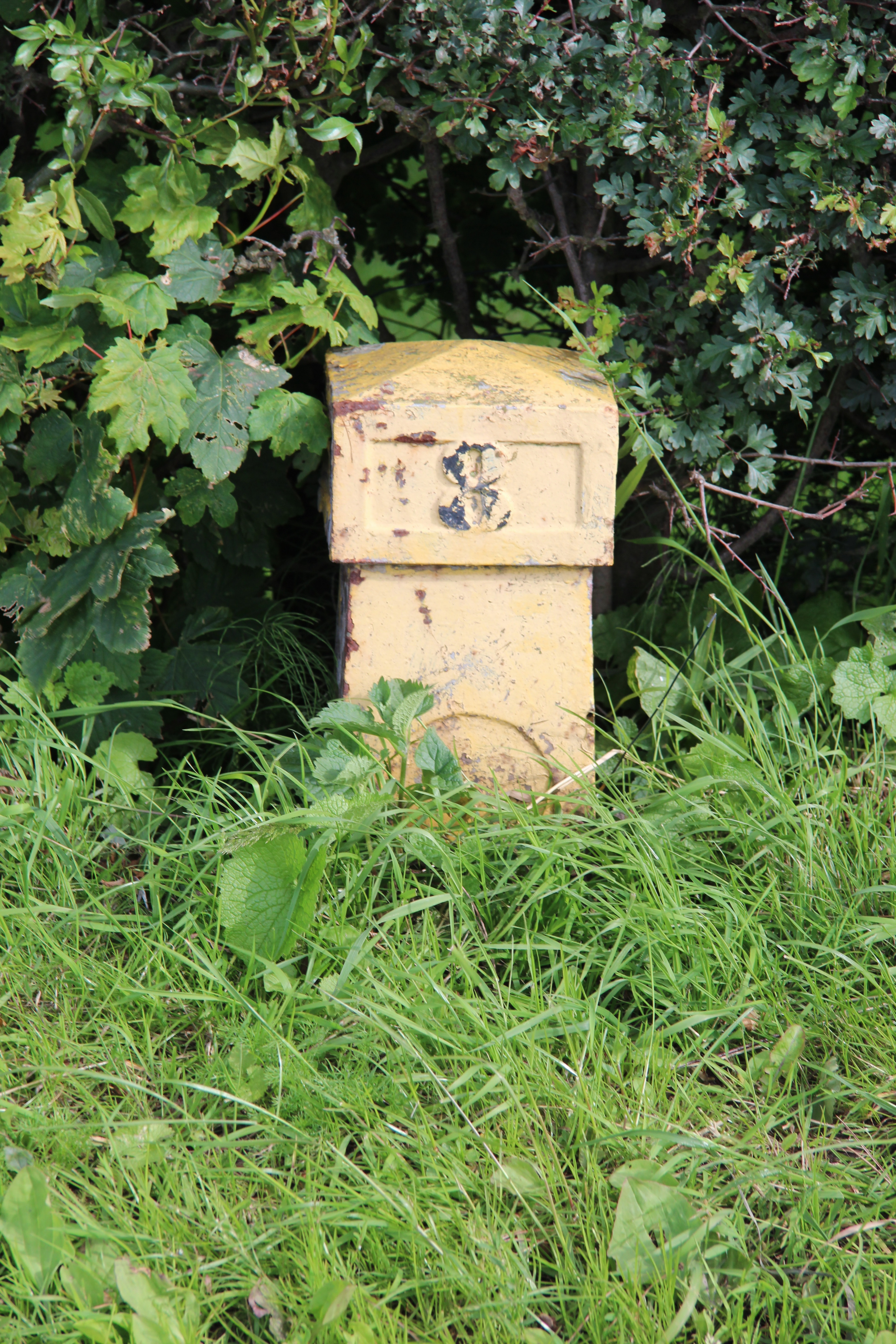
Paaltje 8
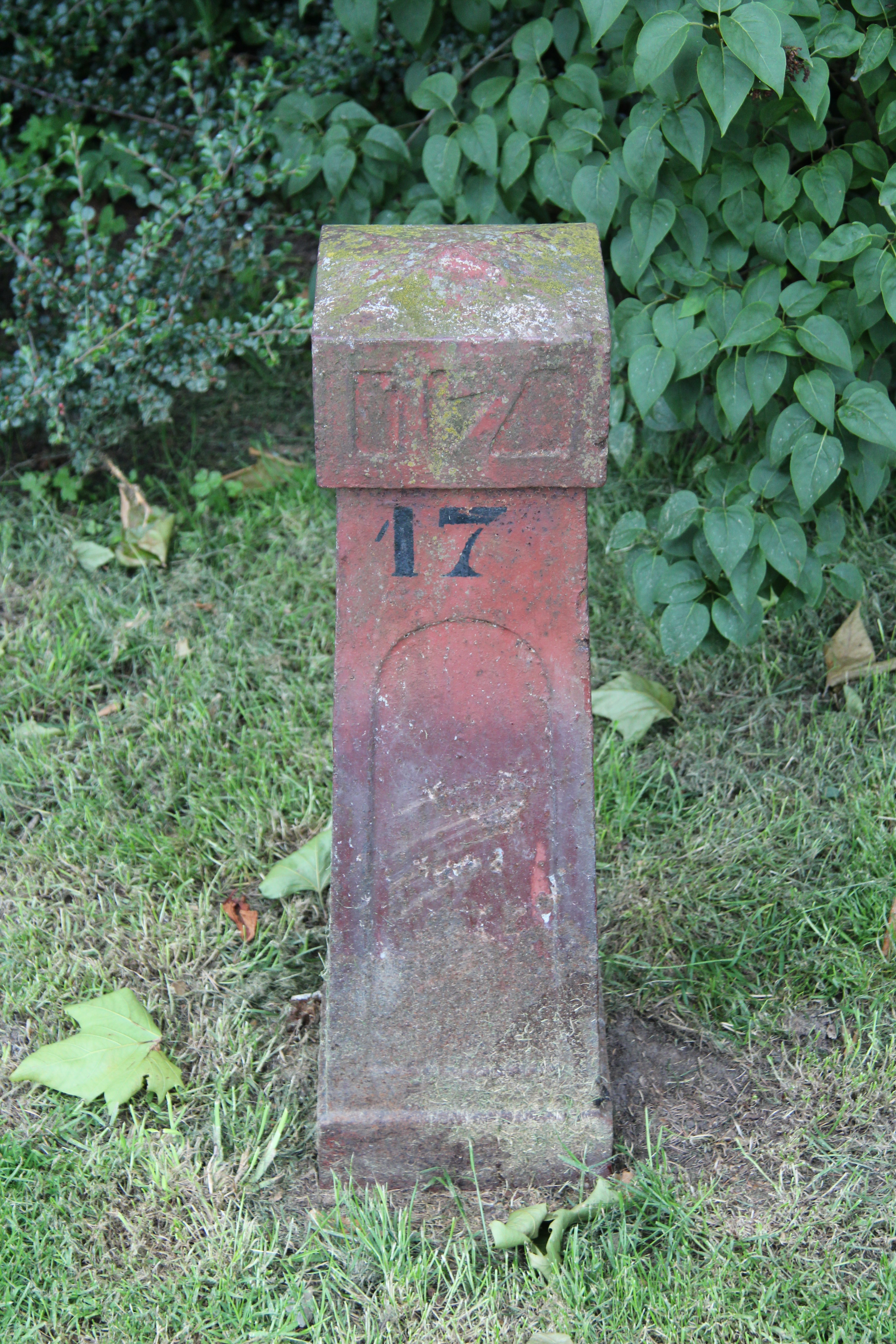
Paaltje 17
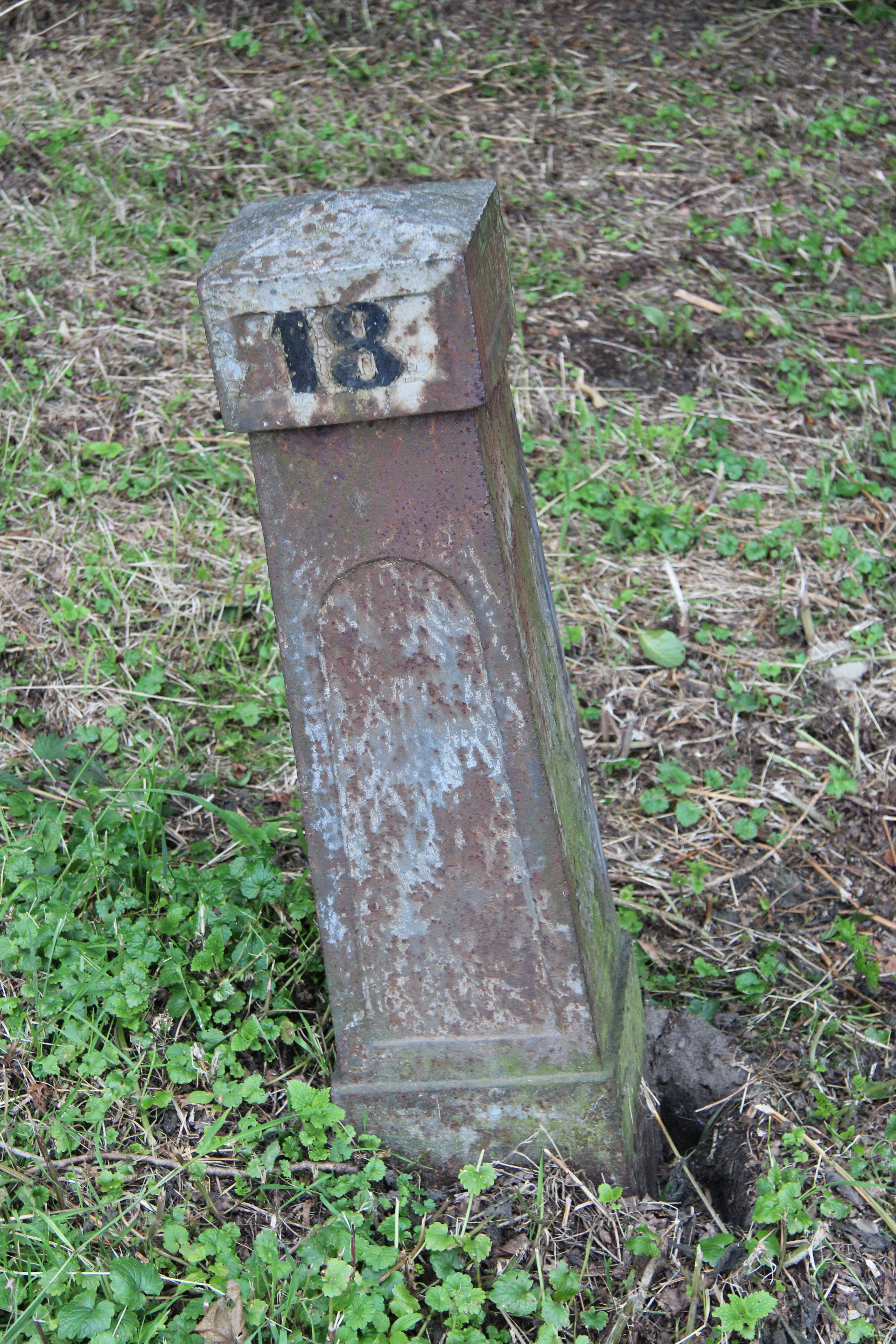
Paaltje 18